# Empress of Britain (1931)
Ne doit pas être confondu avec Empress of Britain (1906).
Le RMS Empress of Britain est un paquebot transatlantique de la Canadian Pacific Steamship Company construit entre 1928 et 1931 par John Brown & Company et qui assurait la liaison régulière entre le Canada et le Royaume-Uni entre 1931 et 1939.

## Description
À son époque, il s'agit du plus grand, du plus rapide et du plus luxueux navire faisant la traversée de l'Atlantique entre le Royaume-Uni et le dominion canadien. Son voyage inaugural, entre Southampton et Québec, débute le 27 mai 1931. Il est coulé le 28 octobre 1940 par l'U-32.

## Galerie

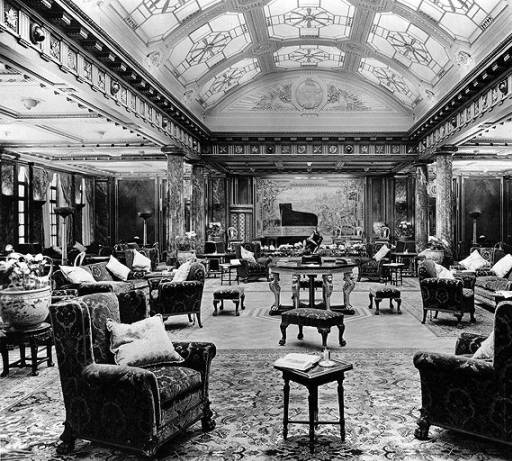
Lounge de la première classe
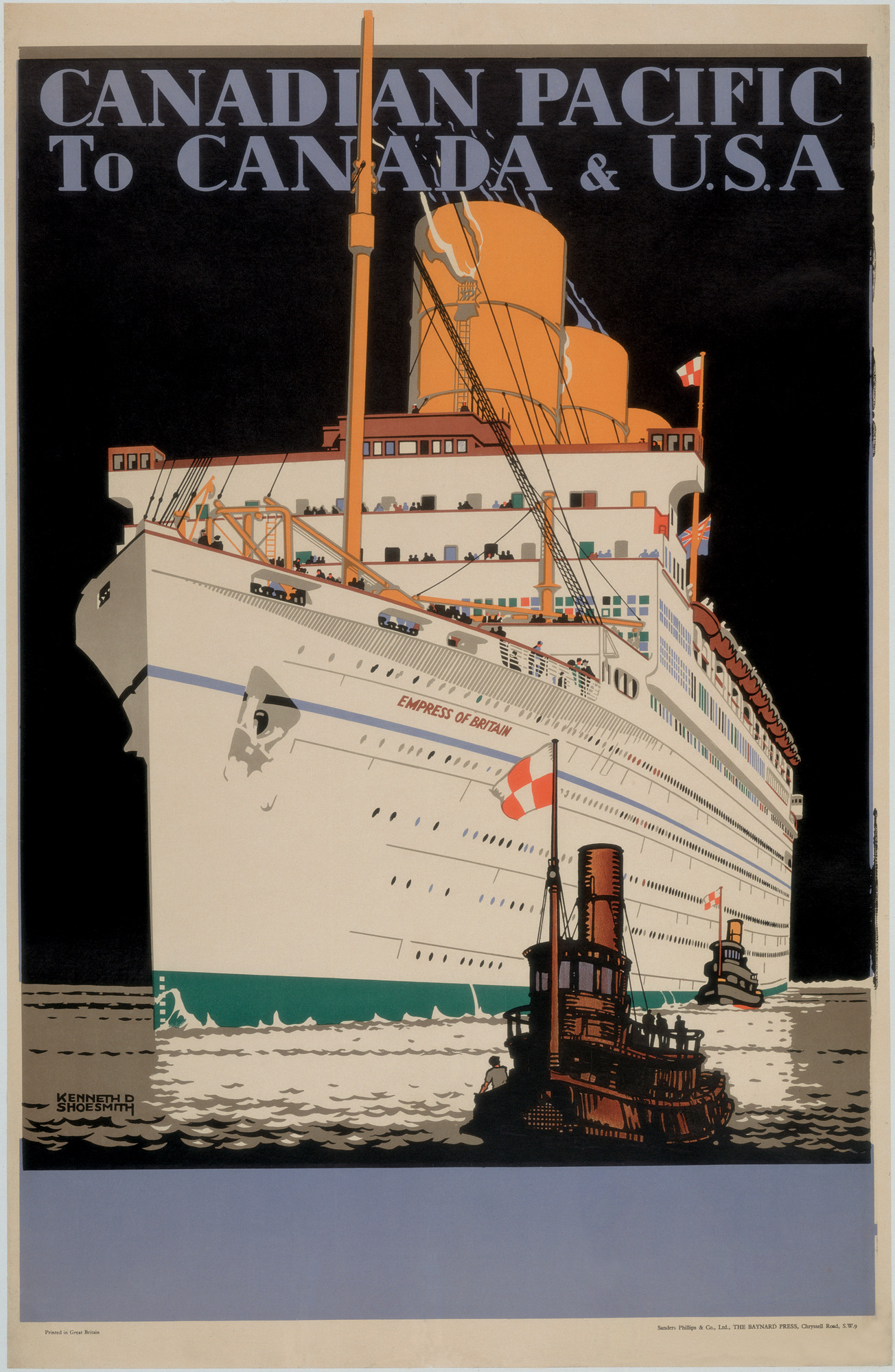
Affiche promotionnelle
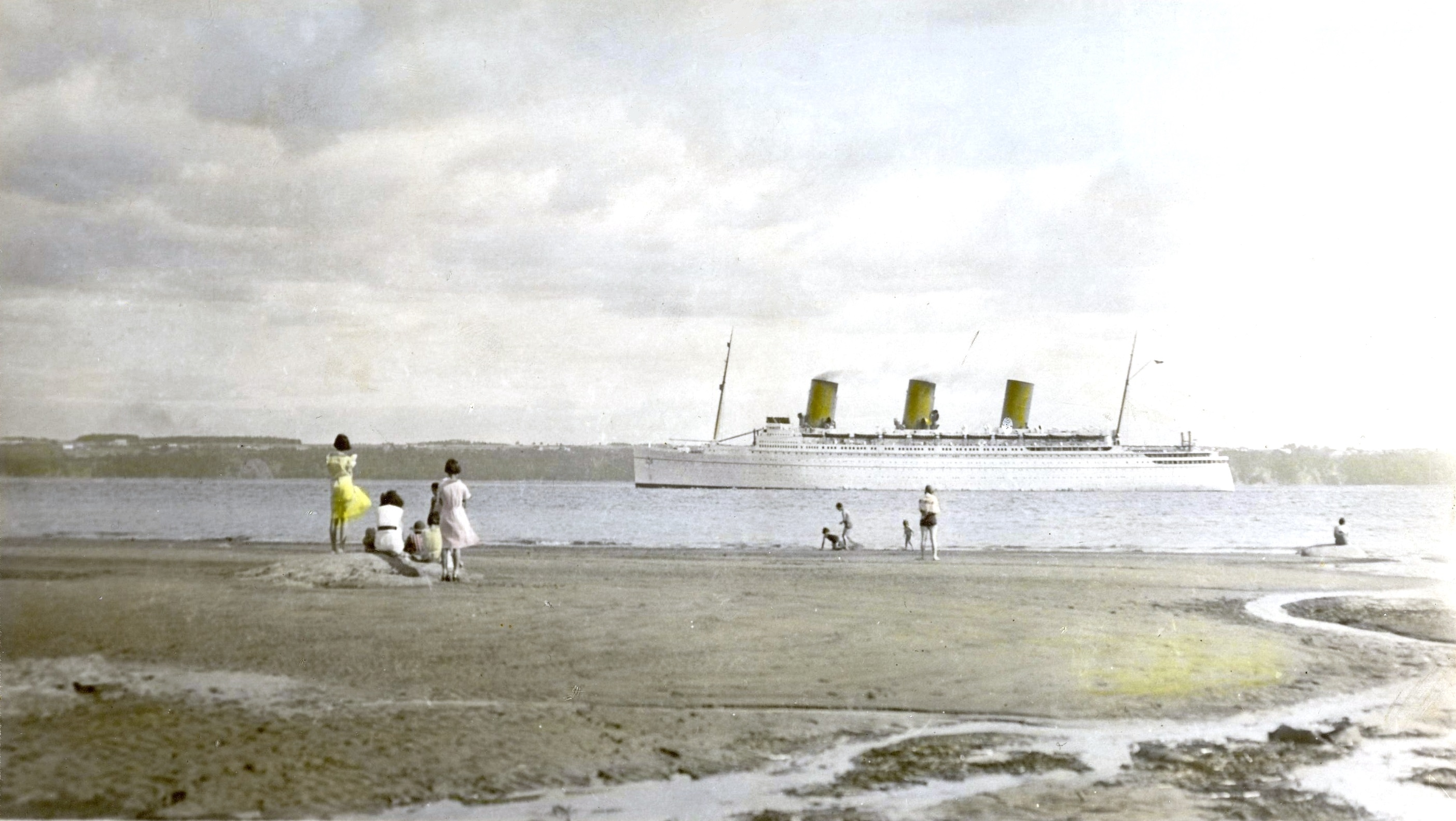
Le navire passant près de l'île d'Orléans, dans le fleuve Saint-Laurent